# Balys Dvarionas
Balys Dvarionas (født 19. juni 1904 i Liepāja, Letland - død 23. august 1972 i Vilnius, Litauen) var en litauisk komponist, professor, dirigent, pianist, organist og lærer.
Dvarionas studerede komposition privat hos Alfred Kalnins, og senere på Musikkonservatoriet i Leipzig og i Berlin hvor han også studerede klaver. Han har skrevet en symfoni, orkesterværker, kammermusik, koncertmusik, balletmusik, operaer, vokalmusik etc. Dvarionas underviste som professor i klaver på Musikkonservatoriet i Vilnius, og var også en aktiv organist og dirigent.

## Udvalgte værker
- Symfoni (i E-mol) "Jeg bøjer mig for mit indfødte land" (1947) - for orkester
- 2 Klaverkoncerter (1960-1962) - for klaver og orkester
- Violinkoncert (1948) - for violin og orkester
- Dalia (1957-1959) - opera